# Nouvelle Mosquée (Komotiní)
La Nouvelle Mosquée (grec moderne : Γενί Τζαμί ; turc : Yeni Camii) est un monument ottoman situé à Komotiní, en Grèce, datant, selon l'office du mufti, de 1585 ou, plus exactement, à en juger par le nom de son fondateur, peu après le début du XVIIe siècle. Située dans le centre-ville de Komotiní et à proximité de l'office du mufti de Rhodope, la mosquée possède une salle de prière de forme carrée, tandis que sur le plan architectural elle est influencée par l'esthétique du néoclassicisme. La tour de l'horloge est adjacente à la mosquée, tandis que des vestiges d'un hammam datant de la période ottomane ont été découverts dans les environs.

## Histoire
Sa construction, pendant la période entre 1606 et 1613, est attribuée à Ekmekçi-zade Ahmed Pacha, ministre des finances des sultans Ahmed Ier et Osman II. La mosquée fait partie du vakıf d'Ekmekçi-zade Ahmed et comprend une médersa, un double hammam, ainsi qu'un mektep. La forme actuelle de l'édifice comprend, entre autres, une expansion du site ayant eu lieu en 1902. Au cours de la période entre 2007 et 2008, des travaux de restauration du bâtiment ont lieu,. Des vestiges du hammam Ahmed Pacha sont situés à l'est de la mosquée, sur la place d'Héphaïstos, et représentent un bloc entier d'habitations. Le secteur dans lequel se situe le hammam est la propriété de l'Office du mufti de Komotiní. À ce jour, le service archéologique local n'a effectué aucun relevé ni aucune fouille dans le secteur.

## Architecture
Situé à environ 300 m à l'est de la Vieille Mosquée, l'édifice en bon état de conservation révèle une riche décoration intérieure, composée notamment de céramique d'İznik et d'un mihrab en marbre. La partie la plus ancienne du bâtiment est un cube de 11,40 m de côté.